# 富順文光塔
文光塔位於四川省自貢市富順縣，文物遺址年代判定為清。2012年7月16日公佈為第八批四川省文物保護單位。

## 簡介[2]
文光塔位於四川省自貢市富j頓縣東湖鎮同心村7組，坐東北向西南，建於清道光二十六年（1846），建築占地面積50平方公尺。該塔七級閣樓式，磚石建造，通高30余公尺，塔基條石砌築，八邊形。每面浮雕卷草吉祥圖案，底層正面開弧頂門洞，門額橫匾刻知縣陳長輔題“文光塔”三字楷書大字，門柱題刻“七級重光喜毓俊鍾英書啟秀，三台上映看經文緯武天榜題名”，乃縣進士張震撰書。塔內經113級螺旋踏道可凳頂層。塔身青磚建造，八邊形，每層八面，八角飛簷，簷下泥塑花草人物、龍紋及裝飾斗拱，塔頂層為寶珠盔蓋頂。文光塔歷史悠久，建造雄偉，石刻、泥塑圖案豐富，工藝精湛，具有較高的歷史、藝術、科學價值。1982年，文光塔被富順縣人民政府公佈為縣級文物保護單位。